# 三鷹市

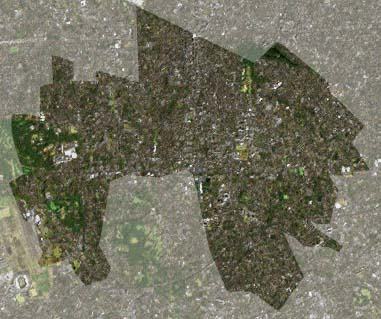
三鷹市のランドサット衛星写真

三鷹市（みたかし）は、東京都の多摩地域東部に位置する市。北多摩地域にあり、東端で東京23区と隣接する。キャッチフレーズは「緑と水の公園都市」。1950年（昭和25年）市制施行。

## 概要
武者小路実篤、三木露風、山本有三、太宰治など、多くの文豪が暮らした「文士の街」として知られる。観光名所として、三鷹市山本有三記念館、太宰治文学サロンなどの文化施設のほか、禅林寺には太宰治および森鷗外、龍源寺には近藤勇の墓が存在する。
都市と自然が調和する公園都市であり、武蔵野市にまたがる井の頭恩賜公園、調布市と小金井市にまたがる野川公園が存在する。2001年10月1日には井の頭恩賜公園内に三鷹の森ジブリ美術館が開館した。桜の植樹が盛んで、三鷹通り、天文台通りの国立天文台三鷹キャンパス周辺、国際基督教大学周辺は桜並木となっている。また、国立天文台三鷹キャンパス内には「三鷹市星と森と絵本の家」が設置されている。
「三鷹」の名の由来は、かつて徳川将軍家および御三家が鷹狩を行った鷹場の村々が集まっていたことと、世田谷領・府中領・野方領にまたがっていたことに由来する（三領の鷹場）と言われる。
市章は「三」の文字と「鷹」のシルエットを図案化したもの。円は人の和と平和を表し、3本線は江戸時代に世田谷・野方・府中の3領に属したこと、鷹の図は江戸時代に鷹場であった歴史を表す。1942年（昭和17年）8月18日に三鷹町章として定められたもので、公募により町民のデザインが採用された。1950年（昭和25年）11月3日に市制施行し、三鷹市となってからも引き続き使用していたが、1967年（昭和42年）に市章として正式に制定された。
全国初のゼロ歳児保育施設の開所（1956年）、全国初の公共下水道普及率100%（1973年）を達成した都市でもある。「みたか市民プラン21会議」、官民共同プロジェクト「あすのまち三鷹」、三鷹ネットワーク大学での市民・大学・研究機関・企業の協働が成果を上げ、2005年度「インテリジェント・コミュニティ・オブ・ザ・イヤー」で世界1位に選出された。

## 地理
多摩地域の東端に位置しており、東京23区と境界を接する隣接5市（西東京市・武蔵野市・三鷹市・調布市・狛江市）の1つである。東経139度31-35分、北緯35度39-42分、東西6.3km、南北5.2km。市域の大半は武蔵野台地上に位置する。
北東に位置する井の頭地区には井の頭恩賜公園と井の頭池があり、南東に流れる神田川は井の頭池を源流とする。武蔵野市との境界に位置する玉川上水は、三鷹駅の真下を通り、万助橋から井の頭公園を横切り、牟礼地区を流れる。大沢地区の南側には野川が流れ、北側には国分寺崖線という河岸段丘が存在する。また、上連雀・下連雀地区から新川地区を横断する仙川がある。自治体により名称を変えている最上流部として、仙川より西には調布市から入間川 (多摩川水系)に繋がる中仙川、東には世田谷区から水無川・烏山川に繋がる中川が存在する。
市北端にJR中央線が走り、三鷹駅を中心に市街地を形成し、南側は市内で一番大きな商業地区となる。神田川沿いに走る京王井の頭線の井の頭公園駅、三鷹台駅は、それぞれ北側を武蔵野市、杉並区と接する。また、東部の井の頭・下連雀地区の一部は吉祥寺駅、北西部の井口・深大寺地区は武蔵境駅、南西部の大沢地区は 西武多摩川線多磨駅と京王線西調布駅、南東部の北野・新川・中原地区は京王線仙川駅とつつじヶ丘駅が最寄り駅である。
三鷹駅は武蔵野市との市境上に位置しており、三鷹市役所庁舎は調布市との市境至近に位置する。
タクシーの営業区域は、東京23区・武蔵野市・三鷹市で一つの区域（東京特別区・武三交通圏）として構成されている。

## 歴史

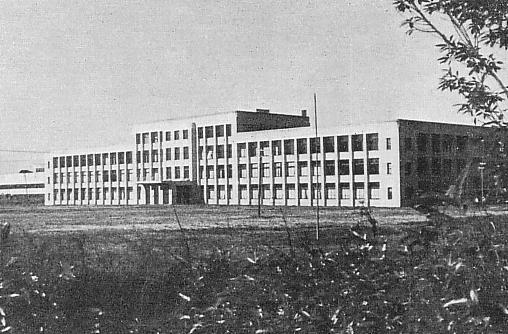
中島飛行機三鷹研究所
1950年代に国際基督教大学本館として使用されていた頃の写真。

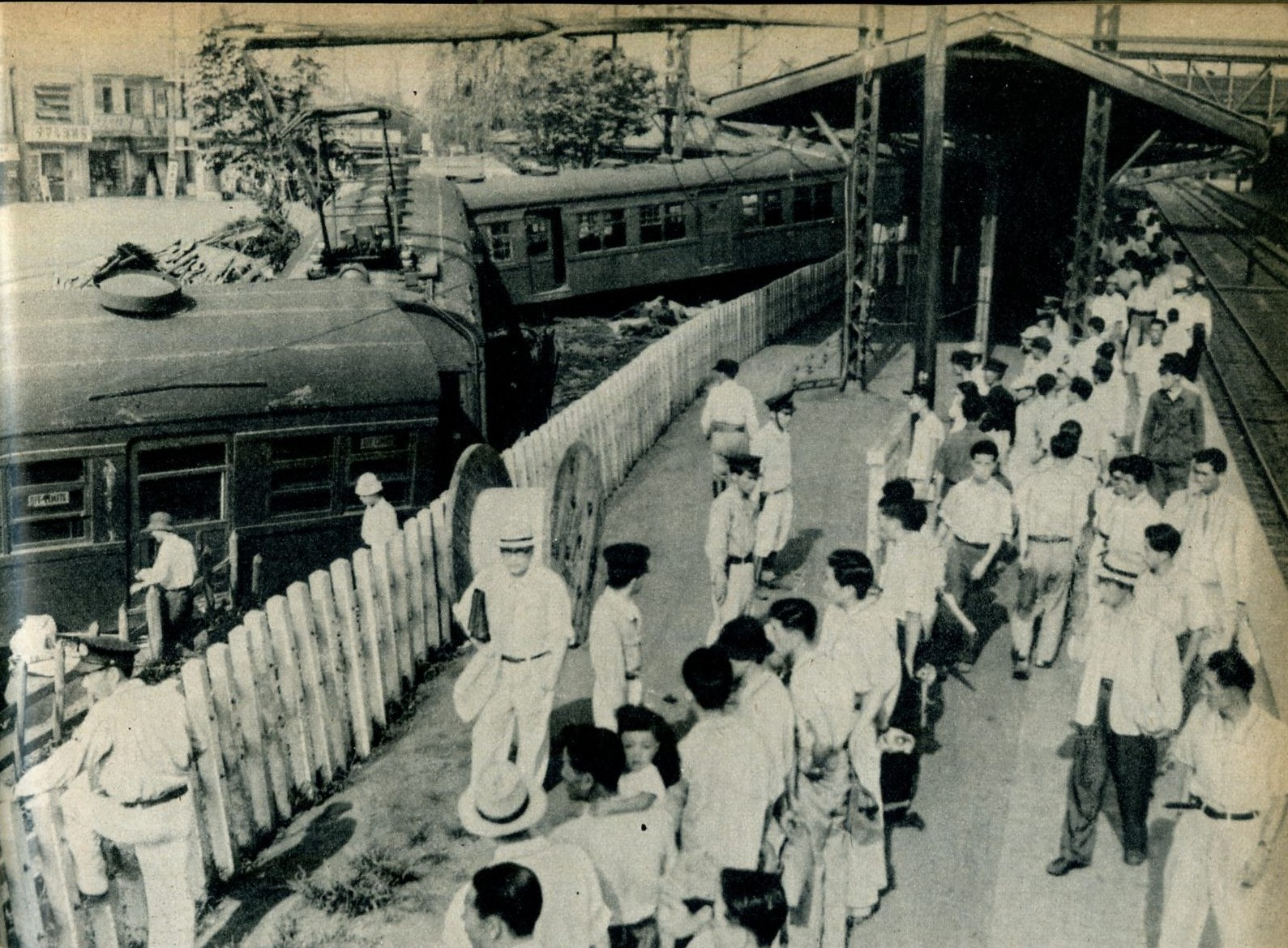
三鷹事件発生後の三鷹駅ホーム

現在の三鷹市に当たる区域は、武蔵国多磨郡内の一部として属していた。
1950年（昭和25年）11月3日に市制施行、三鷹町から三鷹市となった。多摩地域での市制施行は、八王子市（1917年）、立川市（1940年）、武蔵野市（1947年）に次いで4番目。
かつては武蔵野の純農村地帯であった市域は、大正期に関東大震災の被災者が東京市内から移住してきたことにより人口が増え始め、1930年（昭和5年）に省線三鷹駅が開業してからはさらに人口が増えていった。
1941年（昭和16年）の調布飛行場完成後、大沢に中島飛行機三鷹研究所が建設され、関連する軍需工場が進出して人口が急増した。第二次世界大戦中は一大軍需工業地帯となったため、米軍からの空襲の標的となり、1944年（昭和19年）11月のB-29による東京への初空襲（武蔵野町にあった中島飛行機武蔵製作所などを標的としたもの）を始め、三鷹町もたびたび空襲被害を受けることとなった。終戦後、中島飛行機三鷹研究所の跡地には国際基督教大学が開校している。
戦後は武蔵野市に続いて市制施行し、都心のベッドタウンとして発展した。1950年代の高度成長期には、牟礼団地・新川団地・三鷹台団地など公団住宅、また都営住宅などの団地が建設され、1960年代までの10年間で人口は倍増した。この時期には鉄道駅と団地を結ぶバス路線も次々開設された。
東京郊外の住宅街として、新宿へ中央線で直結する交通の便の良さと、緑豊かで平地が多く良好な住環境は人気となり、近年は「住みたい街」にもランキングされている。

### 年表
- 1590年頃 - 牟礼村・大沢村・上仙川村が成立。
- 1690年頃 - 上連雀村・下連雀村・野崎村・野川村・北野村が成立。
- 1725年頃 - 井口新田・深大寺新田・野崎新田・大沢新田が成立。
- 1889年（明治22年）- 町村制の施行、および上記各村と上石原村・烏山村・下仙川村の一部の合併により、神奈川県北多摩郡三鷹村となる。
- 1893年（明治26年）- 三鷹村が東京府へ移管される。
- 1917年（大正6年） - 電気の供給が始まる[6]。
- 1930年（昭和5年）6月25日 - 省線三鷹駅が開業。
- 1940年（昭和15年）- 町制施行により北多摩郡三鷹町となる。
- 1941年（昭和16年）4月30日 - 調布飛行場が竣工、主に陸軍が使用した。
- 1944年（昭和19年）- 中島飛行機三鷹研究所が完成。
- 1948年（昭和23年）6月13日 - 太宰治が玉川上水で入水。命日は「桜桃忌」と名付けられる。
- 1949年（昭和24年）7月15日 - 国鉄三鷹駅構内で、国鉄三大ミステリー事件の一つである三鷹事件が発生。
- 1950年（昭和25年）11月3日 - 市制施行により三鷹市となる[2][7]。
- 1998年（平成10年）11月3日 - コミュニティバス「みたかシティバス」運行開始。
- 2001年（平成13年）10月1日 - 三鷹市立三鷹の森ジブリ美術館が開館。
- 2005年（平成17年）6月14日 - 世界の116団体からなる非政府系の国際組織、世界テレポート連合（WTA）の内部組織インテリジェント・コミュニティ・フォーラムが、2005年インテリジェント・コミュニティ・オブ・ザ・イヤーに三鷹市を選出[8]。
- 2010年（平成22年）11月3日 - 市制施行60周年、記念事業を開催[9][10]。
- 2020年（令和2年）11月3日 - 市制施行70周年、記念事業を開催[9][11]。

## 人口
| |                                        |  |
| 三鷹市と全国の年齢別人口分布（2005年） | 三鷹市の年齢・男女別人口分布（2005年） |  |
| ■紫色 ― 三鷹市 ■緑色 ― 日本全国 | ■青色 ― 男性 ■赤色 ― 女性              |  |
| 三鷹市（に相当する地域）の人口の推移 \| 1970年（昭和45年） \| 155,693人 \| \| \| 1975年（昭和50年） \| 164,950人 \| \| \| 1980年（昭和55年） \| 164,526人 \| \| \| 1985年（昭和60年） \| 166,252人 \| \| \| 1990年（平成2年） \| 165,564人 \| \| \| 1995年（平成7年） \| 165,721人 \| \| \| 2000年（平成12年） \| 171,612人 \| \| \| 2005年（平成17年） \| 177,016人 \| \| \| 2010年（平成22年） \| 186,083人 \| \| \| 2015年（平成27年） \| 186,936人 \| \| \| 2020年（令和2年） \| 195,391人 \| \| |                                        |  |
| 総務省統計局 国勢調査より |                                        |  |
| 1970年（昭和45年） | 155,693人                              |  |
| 1975年（昭和50年） | 164,950人                              |  |
| 1980年（昭和55年） | 164,526人                              |  |
| 1985年（昭和60年） | 166,252人                              |  |
| 1990年（平成2年） | 165,564人                              |  |
| 1995年（平成7年） | 165,721人                              |  |
| 2000年（平成12年） | 171,612人                              |  |
| 2005年（平成17年） | 177,016人                              |  |
| 2010年（平成22年） | 186,083人                              |  |
| 2015年（平成27年） | 186,936人                              |  |
| 2020年（令和2年） | 195,391人                              |  |

### 昼夜間人口
2015年の夜間人口（居住者）は18万6,936人である。昼間人口は16万5,721人で、昼は夜の0.886倍の人口になる。

## 町名
三鷹市では、全域で住居表示に関する法律に基づく住居表示が実施されている。住居表示実施前の町名等欄で下線がある町名はその全部、それ以外はその一部である。

### 三鷹市役所管内
| 町名         | 町区域新設年月日 | 住居表示実施年月日 | 住居表示実施前の町名等 | 備考 |
| ------------ | ---------------- | ------------------ | --- | ---- |
| 下連雀一丁目 | 1969年12月1日    | 1969年12月1日      | 大字下連雀字橋下北浦・字原屋敷、大字上連雀字狐久保通北                                                                     |      |
| 下連雀二丁目 | 1969年12月1日    | 1969年12月1日      | 大字下連雀字橋下北浦・字橋上北浦                                                                                           |      |
| 下連雀三丁目 | 1969年12月1日    | 1969年12月1日      | 大字下連雀字橋上北浦 |      |
| 下連雀四丁目 | 1969年12月1日    | 1969年12月1日      | 大字下連雀字橋上北浦 |      |
| 下連雀五丁目 | 1969年12月1日    | 1969年12月1日      | 大字上連雀字狐久保通南、大字牟礼字山崎                                                                                     |      |
| 下連雀六丁目 | 1969年12月1日    | 1969年12月1日      | 大字下連雀字橋下南浦 |      |
| 下連雀七丁目 | 1969年12月1日    | 1969年12月1日      | 大字下連雀字橋下南浦・字橋上南浦                                                                                           |      |
| 下連雀八丁目 | 1969年12月1日    | 1969年12月1日      | 大字下連雀字橋下南浦 |      |
| 下連雀九丁目 | 1969年12月1日    | 1969年12月1日      | 大字下連雀字橋下南浦・字橋上南浦、大字新川字西台                                                                           |      |
| 牟礼一丁目   | 1967年8月1日     | 1967年8月1日       | 大字牟礼字東本宿・字下本宿・字中本宿                                                                                       |      |
| 牟礼二丁目   | 1967年8月1日     | 1967年8月1日       | 大字牟礼字東本宿・字下本宿・字中本宿・字上本宿・字南原                                                                     |      |
| 牟礼三丁目   | 1967年8月1日     | 1967年8月1日       | 大字牟礼字上本宿・字高山                                                                                                   |      |
| 牟礼四丁目   | 1967年8月1日     | 1967年8月1日       | 大字牟礼字高山・字山崎・字玉川上水跨                                                                                       |      |
| 牟礼五丁目   | 1967年8月1日     | 1967年8月1日       | 大字牟礼字南原・字向原 |      |
| 牟礼六丁目   | 1967年8月1日     | 1967年8月1日       | 大字牟礼字山崎・字向原・字古判塚・字西原                                                                                   |      |
| 牟礼七丁目   | 1967年8月1日     | 1967年8月1日       | 大字牟礼字古判塚、大字新川字天神前北浦耕地                                                                                 |      |
| 井の頭一丁目 | 1965年2月1日     | 1965年2月1日       | 大字牟礼字神田川通東・字玉川通東                                                                                           |      |
| 井の頭二丁目 | 1965年2月1日     | 1965年2月1日       | 大字牟礼字神田川通東・字玉川通東・字神田川通・字神田上水源・字玉川通・字井之頭池水門                                       |      |
| 井の頭三丁目 | 1965年2月1日     | 1965年2月1日       | 大字牟礼字字神田上水源・字玉川通・字井之頭池水門                                                                           |      |
| 井の頭四丁目 | 1965年2月1日     | 1965年2月1日       | 大字牟礼字井之頭池水門・字玉川通・字井之頭                                                                                 |      |
| 井の頭五丁目 | 1965年2月1日     | 1965年2月1日       | 大字牟礼字玉川上水跨・字山崎・字玉川通                                                                                     |      |
| 中原一丁目   | 1965年2月1日     | 1965年2月1日       | 大字北野字西山谷・字狢沢、大字中仙川字東・字滝坂、大字新川字滝坂                                                           |      |
| 中原二丁目   | 1965年2月1日     | 1965年2月1日       | 大字中仙川字東・字中原・字羽毛、大字新川字東                                                                               |      |
| 中原三丁目   | 1965年2月1日     | 1965年2月1日       | 大字中仙川字内出・字中島・字西原、大字新川字本村・字南台                                                                   |      |
| 中原四丁目   | 1965年2月1日     | 1965年2月1日       | 大字中仙川字西原・字上耕地・字西谷・字中西・字羽毛                                                                         |      |
| 北野一丁目   | 1965年2月1日     | 1965年2月1日       | 大字北野字水無・字長久保、大字下仙川字屈曲                                                                                 |      |
| 北野二丁目   | 1965年2月1日     | 1965年2月1日       | 大字北野字水無・字天神山、大字烏山字飛地、大字下仙川字屈曲                                                                 |      |
| 北野三丁目   | 1965年2月1日     | 1965年2月1日       | 大字北野字水無・字天神山・字長久保・字谷端・字給田境、大字新川字天神前北浦耕地                                             |      |
| 北野四丁目   | 1965年2月1日     | 1965年2月1日       | 大字北野字谷端・字給田境、大字新川字天神前北浦耕地                                                                         |      |
| 新川一丁目   | 1968年9月1日     | 1968年9月1日       | 大字北野字西山谷、大字新川字東、大字中仙川字東・字飛地                                                                     |      |
| 新川二丁目   | 1968年9月1日     | 1968年9月1日       | 大字新川字天神山・字天神前北浦耕地・字谷端                                                                                 |      |
| 新川三丁目   | 1968年9月1日     | 1968年9月1日       | 大字新川字天神前北浦耕地・字長島・字谷端・字本村                                                                           |      |
| 新川四丁目   | 1968年9月1日     | 1968年9月1日       | 大字新川字谷端・字東・字島屋敷・字天神前北浦耕地、大字中仙川字飛地・字内出瀬戸                                             |      |
| 新川五丁目   | 1968年9月1日     | 1968年9月1日       | 大字新川字谷端・字本村・字島屋敷、大字中仙川字内出・字内出瀬戸                                                             |      |
| 新川六丁目   | 1968年9月1日     | 1968年9月1日       | 大字新川字長久保・字南台・字天神前北浦耕地・字長島・字本村・字西台                                                         |      |
| 上連雀一丁目 | 1966年11月1日    | 1966年11月1日      | 大字上連雀字堀合・字新道北、大字下連雀字橋上北浦                                                                           |      |
| 上連雀二丁目 | 1966年11月1日    | 1966年11月1日      | 大字上連雀字堀合・字新道北                                                                                                 |      |
| 上連雀三丁目 | 1966年11月1日    | 1966年11月1日      | 大字上連雀字新道北 |      |
| 上連雀四丁目 | 1966年11月1日    | 1966年11月1日      | 大字上連雀字通北 |      |
| 上連雀五丁目 | 1966年11月1日    | 1966年11月1日      | 大字上連雀字通北 |      |
| 上連雀六丁目 | 1969年2月1日     | 1969年2月1日       | 大字上連雀字通南 |      |
| 上連雀七丁目 | 1969年2月1日     | 1969年2月1日       | 大字上連雀字通南 |      |
| 上連雀八丁目 | 1969年2月1日     | 1969年2月1日       | 大字上連雀字通南・字山中南                                                                                                 |      |
| 上連雀九丁目 | 1969年2月1日     | 1969年2月1日       | 大字上連雀字通南・字山中南                                                                                                 |      |
| 井口一丁目   | 1987年8月3日     | 1987年8月3日       | 大字井口字通北・字通南・字南横丁                                                                                           |      |
| 井口二丁目   | 1987年8月3日     | 1987年8月3日       | 大字井口字南横丁・字矢ケ崎新田、大字野崎字吉野北                                                                           |      |
| 井口三丁目   | 1987年8月3日     | 1987年8月3日       | 大字井口字通北・字通南、大字深大寺字居村                                                                                   |      |
| 井口四丁目   | 1987年8月3日     | 1987年8月3日       | 大字井口字通南、大字深大寺字西野                                                                                           |      |
| 井口五丁目   | 1987年8月3日     | 1987年8月3日       | 大字井口字通北 |      |
| 深大寺一丁目 | 1987年8月3日     | 1987年8月3日       | 大字深大寺字居村 |      |
| 深大寺二丁目 | 1987年8月3日     | 1987年8月3日       | 大字深大寺字東野・字曽祢                                                                                                   |      |
| 深大寺三丁目 | 1987年8月3日     | 1987年8月3日       | 大字深大寺字居村・字西野・字曽祢、大字井口字通南                                                                           |      |
| 野崎一丁目   | 1986年12月1日    | 1986年12月1日      | 大字野崎字吉野東・字吉野南                                                                                                 |      |
| 野崎二丁目   | 1986年12月1日    | 1986年12月1日      | 大字野崎字吉野南・字吉野北、大字井口字南横丁                                                                               |      |
| 野崎三丁目   | 1986年12月1日    | 1986年12月1日      | 大字野崎字吉野南・字吉野西・字吉野北、大字井口字矢ケ崎新田、大字大沢字武蔵野                                               |      |
| 野崎四丁目   | 1986年12月1日    | 1986年12月1日      | 大字野崎字吉野南・字吉野西、大字大沢字原                                                                                   |      |
| 大沢一丁目   | 1967年8月1日     | 1967年8月1日       | 大字大沢字原・字羽沢・字八幡、大字野崎字吉野西                                                                             |      |
| 大沢二丁目   | 1967年8月1日     | 1967年8月1日       | 大字大沢字原・字羽沢・字坂上・字出山・字野水・字坂                                                                         |      |
| 大沢三丁目   | 1967年8月1日     | 1967年8月1日       | 大字大沢字坂上・字出山・字原・字武蔵野、大字井口字通南、大字深大寺字曽称、大字上石原字坂上・字武蔵野、大字小金井字二枚橋下 |      |
| 大沢四丁目   | 1967年8月1日     | 1967年8月1日       | 大字大沢字羽沢・字八幡・字下畠                                                                                             |      |
| 大沢五丁目   | 1967年8月1日     | 1967年8月1日       | 大字大沢字羽沢・字八幡・字下畠・字野水                                                                                     |      |
| 大沢六丁目   | 1967年8月1日     | 1967年8月1日       | 大字大沢字坂下・字下畠・字野水・字出山                                                                                     |      |

### 町名の由来
- 下連雀 - 1657年（明暦3年）1月の明暦の大火による神田連雀町（現在の千代田区神田須田町・神田淡路町付近）の被災者の替え地として1658年（万治元年）に神田連雀新田として開墾されたことに由来する。「連雀」とは小板を使った背負い梯子のことで、江戸神田のその職人仲間が住んでいた町を連雀町と呼んでいたことが連雀の名の由来とする説もある。享保の頃、新田開発の進捗とともに、連雀新田が連雀村と称され、京都（朝廷）に近い方を「上」と称し、江戸方に近い方を「下」と称す慣習により上連雀村に対して下連雀村となった。
- 上連雀 - 神田連雀新田の地区を拡大して開発され、連雀前新田と称されたが、享保の頃に京都（朝廷）に近い方を「上」と称し、江戸方に近い方を「下」と称す慣習により下連雀村に対し上連雀村となった。
- 牟礼 - 史料に出てくるものとしては、三鷹市の中で最も古い地名。1559年（永禄2年）に編纂された『小田原衆所領役帳』には「無連」としてその名が記されている。由来については諸説あるが、いずれも定かではない。
- 井の頭 - 徳川家光が鷹狩りに訪れ、湧水がほとばしるように出ているのを見て、「井の頭」と命名したとされている。神田川の源泉であり江戸市民の行楽地として親しまれてきた井の頭池の歴史に因んでいる。
- 新川 - 1874年（明治7年）、野川村と上仙川村が合併した際に「新川村」と名付けられたことによる。
- 深大寺 - 古名刹深大寺のある旧神代村（現・調布市）の飛び地「深大寺新田」として開墾されたことに由来する。
- 井口 - 江戸時代に新田開発した井口権三郎（井口家）に由来する。
- 北野 - 下仙川村の北にあたり、野原が続いていたことに由来する。
- 野崎 - 深大寺の村続きの野原だったことや、武蔵七党・野与党の野崎光員が領したことによる説などがある。
- 大沢 - 湧水地により多くの沢があったからといわれるが定かではない。
- 中原 - 中仙川村の中央地区一帯の原野を指して名付けられた。元は小字の一つ。

## 行政

### 独自の施策
- コミュニティ行政
- 自治基本条例
自治体運営の基本理念を記したもので、自治体の憲法に相当する。
- みたか市民プラン21会議
- 日本の自治体で最初に下水道100%を達成
- SOHO支援事業
- あすのまち三鷹
- 三鷹むらさき商品券の発行
- こどもと絵本プロジェクト

### 広域事務
- 四市行政連絡協議会 - 本市と西東京市、武蔵野市、小金井市の4市で、公共施設の共同利用を行っている[12]。
- ふじみ衛生組合 - 1960年（昭和35年）に本市と調布市の2市により設立。現在は不燃ごみと可燃ごみの共同処理を行っている。市境付近の東八道路沿いにごみ処理施設「クリーンプラザふじみ」がある（所在地は調布市深大寺東町）[13]

調布市はかつて二枚橋衛生組合で可燃ごみの処理をしてきたが、ごみ焼却施設の建て替えと同組合の閉鎖に伴い、ふじみ衛生組合での可燃ごみ処理を開始した。
- 東京たま広域資源循環組合 - あきる野市、日の出町、奥多摩町および檜原村を除く東京都多摩地域各自治体で、ごみの最終処分を行っている。2006年4月に「東京都三多摩地域廃棄物広域処分組合」から名称変更した。

武蔵野市および本市の2市で、可燃ごみの共同処理および旧伝染病予防法に基づく伝染病棟の共同運営を行う「武蔵野三鷹地区保健衛生組合」があったが、2003年3月に解散した。

### 自治体交流
姉妹都市

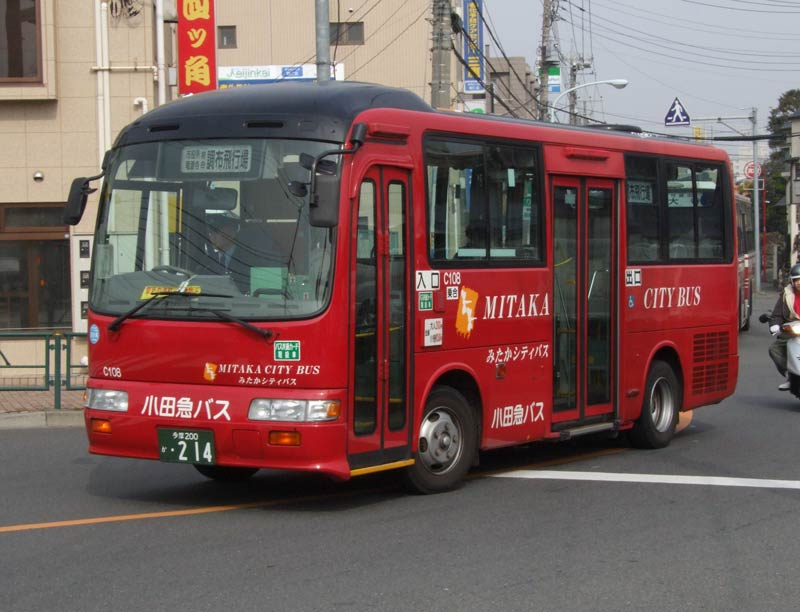
みたかシティバス「赤とんぼバス」

- 福島県西白河郡矢吹町 - 1964年締結。
- 兵庫県たつの市（旧：龍野市）- 1994年友好都市、2001年姉妹都市締結。

龍野市との交流は、童謡「赤とんぼ」の作詞でも知られる詩人の三木露風が、兵庫県揖西郡龍野町出身で、三鷹市牟礼在住であったことが縁となった。「赤とんぼ」の曲は三鷹市の防災行政無線や、みたかシティバスの愛称「赤とんぼバス」にも使用されている。龍野市との姉妹都市締結を記念して、みたかシティバスのオリジナルチョロQ2台セットが発売された。
友好市町村
- 1989年に下記5市村と友好市町村共同宣言。
  - 岩手県遠野市
  - 山形県新庄市
  - 山形県最上郡戸沢村
  - 長野県北安曇郡小谷村[14]
  - 長野県南佐久郡川上村

市町村サミット
- 1989年に下記4町と「第1回ホークスサミット」を開催。「鷹」の字が付く自治体が親善を深めるという企画。2007年3月に解散。
  - 北海道上川郡鷹栖町
  - 秋田県北秋田郡鷹巣町（現：北秋田市）
  - 山形県西置賜郡白鷹町
  - 長崎県北松浦郡鷹島町（現：松浦市）

## 議会

### 東京都議会
2025年東京都議会議員選挙
- 選挙区：三鷹市選挙区
- 定数：2人
- 任期：2025年7月23日 - 2029年7月22日
- 投票日：2025年6月22日
- 当日有権者数：154,873人
- 投票率：48.51％

| 候補者名   | 当落 | 年齢 | 所属党派           | 新旧別 | 得票数   |
| ---------- | ---- | ---- | ------------------ | ------ | -------- |
| 中村洋     | 当   | 53   | 立憲民主党         | 現     | 26,126票 |
| 山田浩史   | 当   | 40   | 都民ファーストの会 | 現     | 23,423票 |
| 亀岡さやか | 落   | 46   | 自由民主党         | 新     | 12,422票 |
| 林英明     | 落   | 30   | 無所属             | 新     | 11,888票 |

2021年東京都議会議員選挙
- 選挙区：三鷹市選挙区
- 定数：2人
- 投票日：2021年7月4日
- 当日有権者数：157,096人
- 投票率：42.54％

| 候補者名 | 当落 | 年齢 | 所属党派           | 新旧別 | 得票数   |
| -------- | ---- | ---- | ------------------ | ------ | -------- |
| 中村洋   | 当   | 49   | 立憲民主党         | 現     | 28,112票 |
| 山田浩史 | 当   | 37   | 都民ファーストの会 | 現     | 20,162票 |
| 加藤浩司 | 落   | 54   | 自由民主党         | 新     | 17,335票 |

2017年東京都議会議員選挙
- 選挙区：三鷹市選挙区
- 定数：2人
- 投票日：2017年7月2日
- 当日有権者数：152,825人
- 投票率：52.08％

| 候補者名 | 当落 | 年齢 | 所属党派           | 新旧別 | 得票数   |
| -------- | ---- | ---- | ------------------ | ------ | -------- |
| 山田浩史 | 当   | 32   | 都民ファーストの会 | 新     | 30,356票 |
| 中村洋   | 当   | 45   | 民進党             | 現     | 21,094票 |
| 加藤浩司 | 落   | 50   | 自由民主党         | 新     | 18,223票 |
| 室喜代一 | 落   | 61   | 日本共産党         | 元     | 8,803票  |

### 衆議院
- 選挙区：東京22区（三鷹市、調布市、狛江市）
- 任期：2024年10月27日 - 2028年10月26日
- 当日有権者数：428,356人
- 投票率：59.61％

| 当落 | 候補者名 | 年齢 | 所属党派   | 新旧別 | 得票数   | 重複 |
| ---- | -------- | ---- | ---------- | ------ | -------- | ---- |
| 当   | 山花郁夫 | 57   | 立憲民主党 | 元     | 99,790票 | ○    |
| 比当 | 伊藤達也 | 63   | 自由民主党 | 前     | 96,748票 | ○    |
|      | 鈴木美香 | 60   | 参政党     | 新     | 26,005票 |      |
|      | 平野義尚 | 38   | 日本共産党 | 新     | 25,453票 |      |

## 産業

### 商業
商業集積は主にJR中央線三鷹駅南口地区（下連雀3丁目・4丁目）と、東八道路沿いであり、比較的大規模な商業施設もこの地区に集中している。

### 工業
1933年に正田飛行機と三鷹航空、1937年に日本無線電信電話、1941年に中島飛行機三鷹研究所といった、軍需産業関連の工場が多く開設された。また1939年には、調布飛行場の開設とともに国立中央航空研究所が設置された。下請けの工場も多く、開戦により軍需産業は潤い、工場従事者の増加により、人口も急増した。戦後は通信や自動車関連に転換して操業した工場が多いが、より郊外に移転する工場が多く、宅地化が進んだ。また、バブル期の土地売却による移転やバブル崩壊後の不景気、国内需要の頭打ちによる閉鎖などにより、市内の大規模工場はほとんど姿を消し、現在は三鷹光器など、先端技術系の工場が一部存在している。

### 農業
武蔵野地域の特産品であるウド、近年特産品として知られるようになったキウイフルーツ、また、カリフラワー、ブロッコリーが栽培されている。主に、野菜、花き、果樹等を生産する市街地農業が営まれている。市全域の農協業務は東京むさし農業協同組合が執り行っている。市域のほとんどが水利に乏しい武蔵野台地に位置しているため、水田耕作には向いておらず、かつて大沢、牟礼、新川にあった稲作農家も現在は存在していない。市内に残る唯一の水田は、市有地化され小学生を対象とした農業体験用のものとなっている。1974年制定の生産緑地法に基づいて導入された生産緑地地区は、市の方針により、都内でも高い指定率となっている。

## 国の施設
- 国の機関
  - 三鷹労働基準監督署
  - 三鷹公共職業安定所
- 大学共同利用機関法人
  - 自然科学研究機構国立天文台
- 独立行政法人
  - 宇宙航空研究開発機構調布航空宇宙センター飛行場分室
  - 海上技術安全研究所
- 特殊法人
  - 日本政策金融公庫
    - 三鷹支店
    - 国民生活事業本部三鷹情報システムセンター

## 公共施設

### 公園
- 井の頭恩賜公園
- 野川公園
- 武蔵野の森公園
- 玉川上水緑道
- 牟礼の里公園
- 新川丸池公園
- 仙川平和公園
- 大沢の里

### 博物館・美術館
- 三鷹市立アニメーション美術館
- 三鷹市美術ギャラリー
- 三鷹市山本有三記念館
- 湯浅八郎記念館
- 中近東文化センター
- 太宰治文学サロン
- 天文・科学情報スペース
- 三鷹市大沢の里古民家
- 大沢の里水車経営農家・新車（しんぐるま）

### ホールなど
- 三鷹市公会堂
- 三鷹市芸術文化センター
- みたか井心亭

### 図書館
- 三鷹市立図書館[15]
  - 三鷹図書館（本館）
  - 東部図書館
  - 西部図書館
  - 三鷹駅前図書館
  - 南部図書館みんなみ
  - 井の頭コミュニティ・センター図書室
  - 移動図書館ひまわり号[16]

### 児童館
- 東児童館
- 西児童館
- むらさき子どもひろば

### 総合医療機関
- 杏林大学医学部付属病院
- 東京国際大堀病院
- 三鷹中央病院
- 井の頭病院
- 篠原病院
- 三鷹病院
- 野村病院
- 長谷川病院

### スポーツ施設
- SUBARU総合スポーツセンター
- 井の頭恩賜公園西園競技場・テニスコート
- 新川テニスコート
- 大沢総合グラウンド
- 井口特設グラウンド
- 大沢野川グラウンド
- 北野スポーツ広場
- MTSテニスアリーナ三鷹

### 市政関連
- 三鷹市役所
- 三鷹市市政窓口（三鷹駅前・三鷹台・西部・東部）
- コミュニティセンター（井口・井の頭・新川・中原・連雀・駅前・牟礼・大沢）
- 三鷹市市民協働センター

### その他
- 三鷹郵便局
- 中近東文化センター
- 東社会教育会館
- 西社会教育会館
- 三鷹産業プラザ
- 三鷹商工会館
- 三鷹国際交流協会（MISHOP）
- 三鷹ネットワーク大学
- みたか都市観光協会
- 株式会社まちづくり三鷹

## 警察・消防

### 警察署
- 警視庁三鷹警察署

### 消防署
- 東京消防庁三鷹消防署
  - 下連雀出張所
  - 大沢出張所
  - 牟礼出張所

## 地域放送
- コミュニティFM局 - むさしのFM（78.2MHz）
- ケーブルテレビ - ジェイコム武蔵野三鷹

## 教育

### 幼稚園
3園あった市立幼稚園が、私立幼稚園の経営圧迫を主な理由に、多くの市民の反対を押し切って、2006年度末にすべて廃止された。跡地は公設民営の保育園や幼保一元化施設となっている。

### 小中一貫教育
2009年9月、市内のすべての公立小中学校と中学校が小中一貫教育へと移行。これにより、2006年4月に開園した「にしみたか学園」をはじめとする7つの学園が生まれることとなった。既存の施設や6・3制区分はそのままとし、9年間の一貫したカリキュラムの実践によって小中学校間の連携を図る、というのが主な特色となっている。また、保護者や地域住民が学校運営を支えるとともに、学校を地域コミュニティの場とする「コミュニティ・スクール」制度を導入している。学園に属する各学校名は、例として「にしみたか学園三鷹市立井口小学校」のように、従来の名称の頭に学園名を付けた形となる。
2006年4月開園
- にしみたか学園 - 第二小学校・井口小学校・第二中学校

2008年4月開園
- 連雀学園 - 第四小学校・第六小学校・南浦小学校・第一中学校
- 東三鷹学園 - 第一小学校・北野小学校・第六中学校
- おおさわ学園 - 大沢台小学校・羽沢小学校・第七中学校

2009年4月開園
- 三鷹の森学園 - 第五小学校・高山小学校・第三中学校
- 三鷹中央学園 - 第三小学校・第七小学校・第四中学校

2009年9月開園
- 鷹南学園 - 中原小学校・東台小学校・第五中学校

### 小学校
- 市立
  - 第一小学校
  - 第二小学校
  - 第三小学校
  - 第四小学校
  - 第五小学校
  - 第六小学校
  - 第七小学校
  - 大沢台小学校
  - 高山小学校
  - 南浦小学校
  - 中原小学校
  - 北野小学校
  - 井口小学校
  - 東台小学校
  - 羽沢小学校
- 私立
  - 明星学園小学校

### 中学校
- 市立
  - 第一中学校
  - 第二中学校
  - 第三中学校
  - 第四中学校
  - 第五中学校
  - 第六中学校
  - 第七中学校
- 私立
  - 明星学園中学校
  - 法政大学中学校

### 中高一貫校
- 都立
  - 三鷹中等教育学校

### 高等学校
- 私立
  - 明星学園高等学校
  - 大成高等学校
  - 法政大学高等学校

明治大学付属明治高等学校（一部施設のみ三鷹市にかかる）

### 大学
- 国立
  - 総合研究大学院大学 三鷹キャンパス
- 私立
  - 杏林大学
  - 国際基督教大学
  - ルーテル学院大学
  - 東京神学大学

### 各種学校
- 日本ルーテル神学校

## 交通

### 鉄道

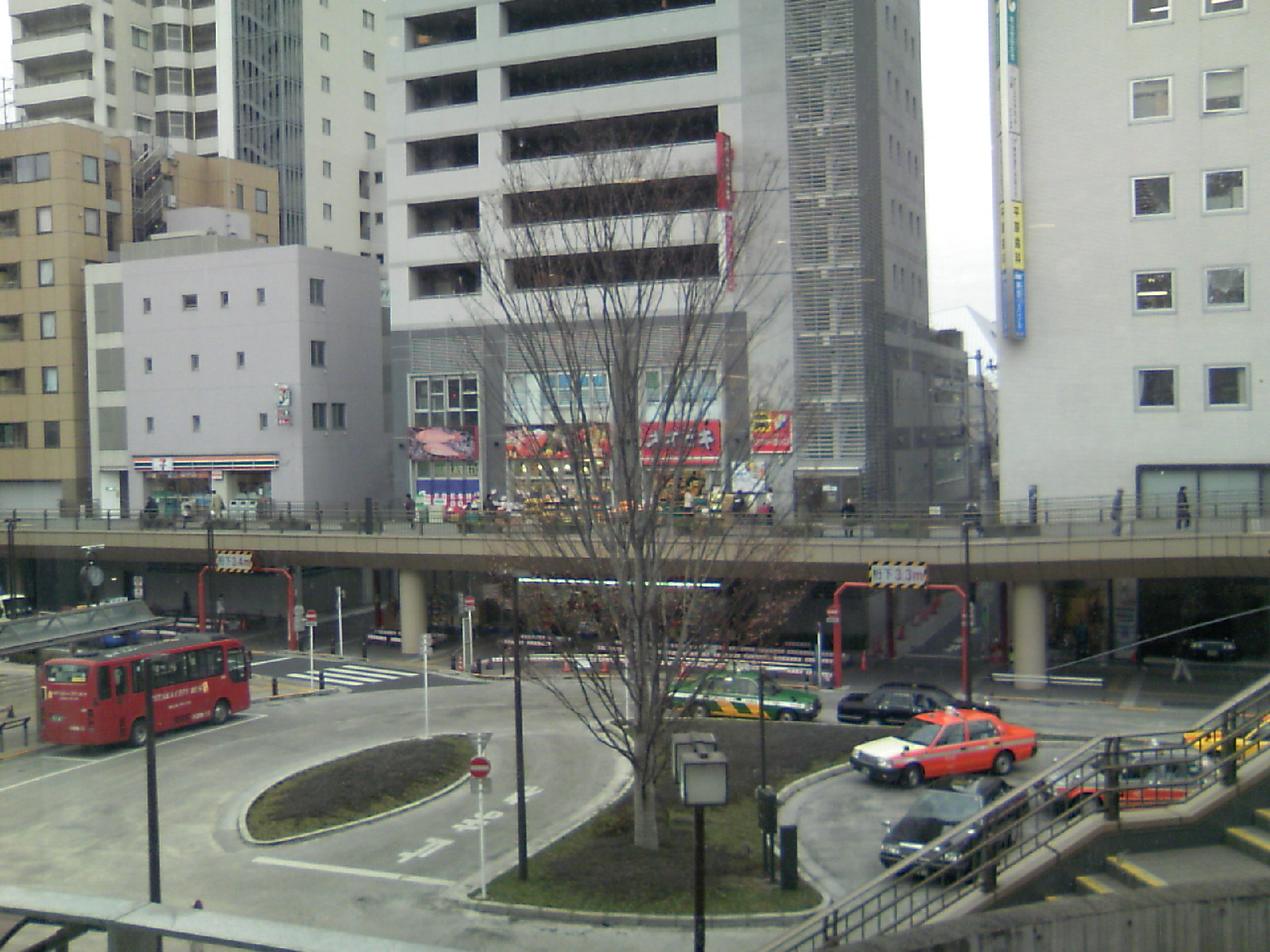
JR三鷹駅南口ロータリー

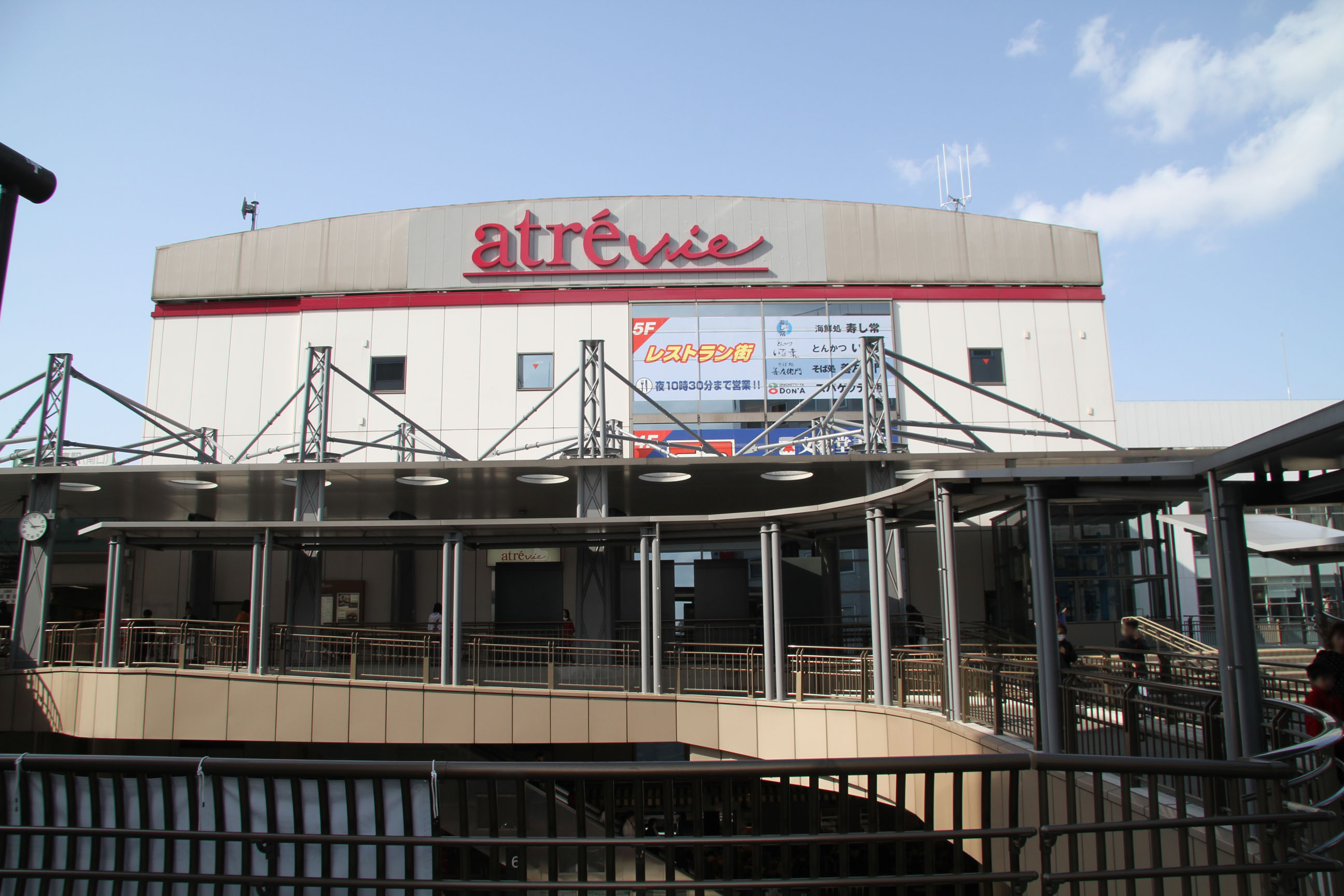
三鷹駅の駅ビル「アトレヴィ三鷹」

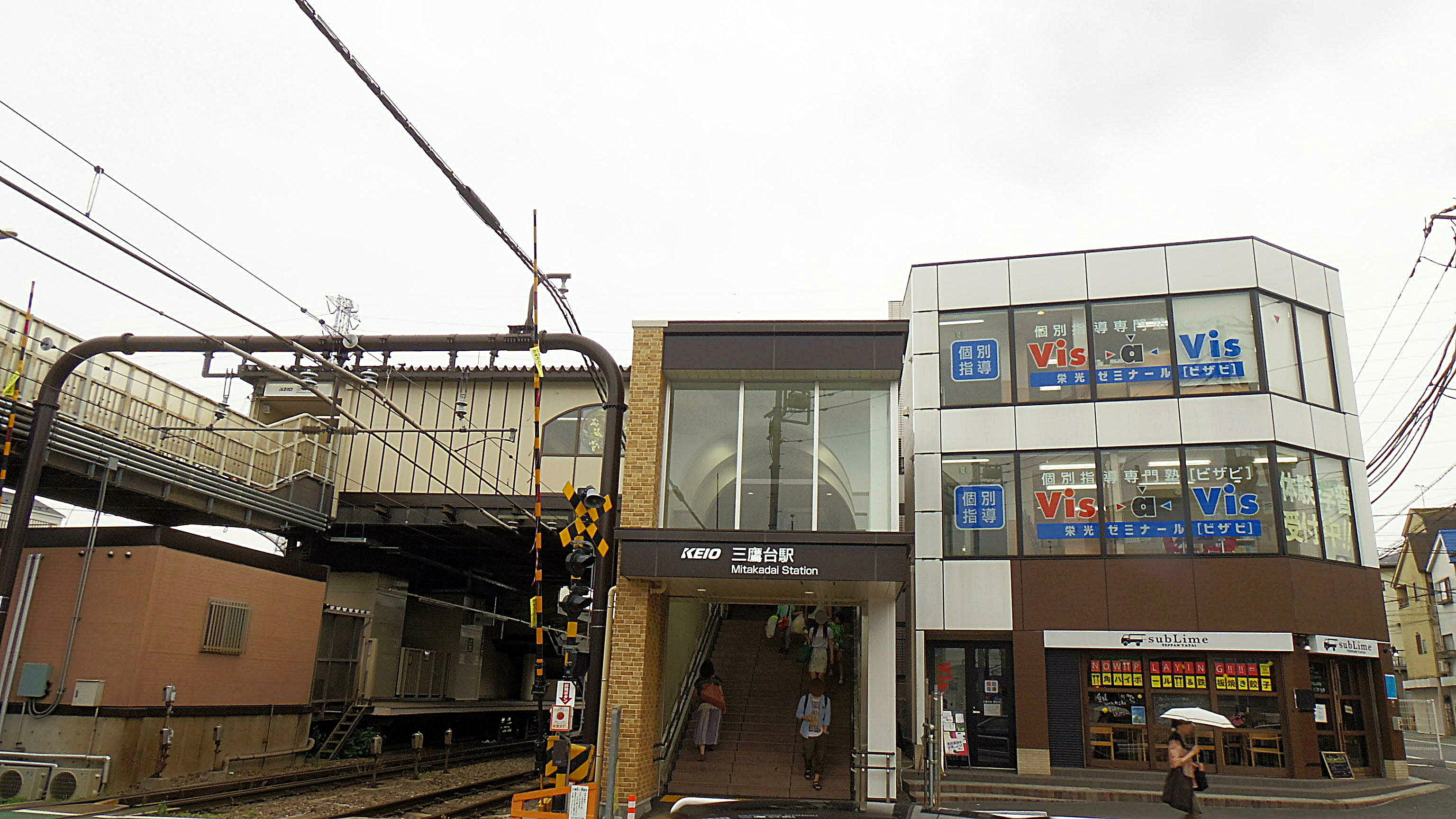
京王井の頭線三鷹台駅

甲武鉄道（現・JR中央本線）新宿駅〜八王子駅間が1889年に開通し同年武蔵境駅が開業、1899年に吉祥寺駅が開業した。鉄道国有法により甲武鉄道が1906年に国有化された後の1930年に国鉄中央本線三鷹駅が開業した。また1933年には帝都電鉄（現：京王井の頭線）の井の頭公園駅と三鷹台駅が開業した。
東日本旅客鉄道（JR東日本）
 中央線快速電車
- - 三鷹駅 -

 中央・総武緩行線
- - 三鷹駅

京王電鉄
 井の頭線
- - 井の頭公園駅 - 三鷹台駅 -

JR中央本線と京王井の頭線の利用者が多いが、他に京王線、西武多摩川線によって市域が囲まれている。市域内の駅を結ぶ路線は少ないが、中央線、井の頭線以外でも十分利用可能な駅は西調布駅、調布駅、つつじヶ丘駅、仙川駅などいくつかある。地理的には他市区との境界付近に位置している駅が多い。
三鷹駅西側には三鷹車両センターの車庫がある。三鷹駅からは東京メトロとの直通運転によりメトロ東西線も利用できる。なお、JR京葉線が地下路線で三鷹まで延伸される計画（運輸政策審議会答申第18号）がある。

#### かつて存在した路線
- 国鉄 中央本線支線　三鷹駅〜武蔵野競技場前駅（通称:武蔵野競技場線、グリーンパーク線）

1951年4月開業、1959年11月廃止。

### バス

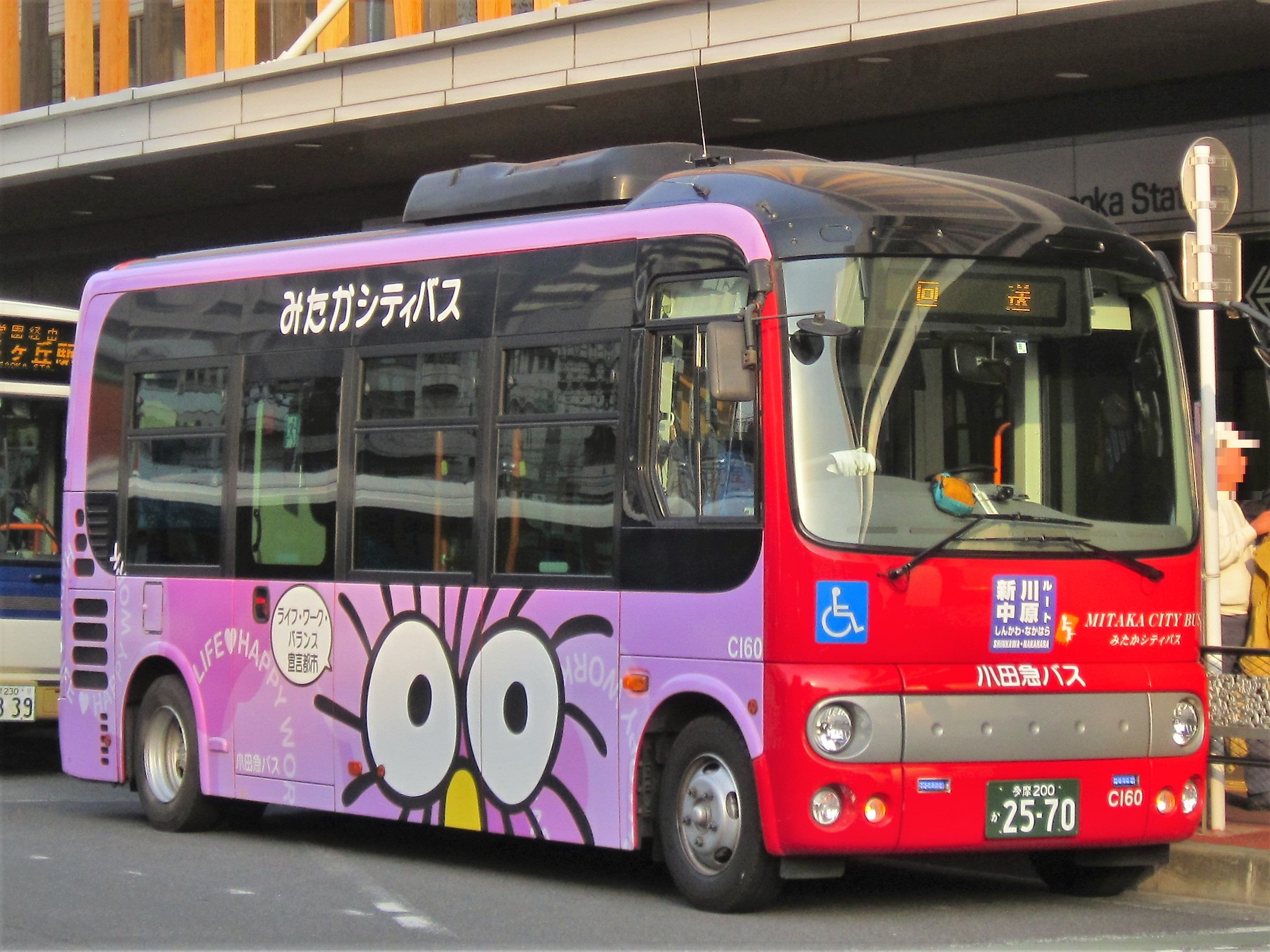
みたかシティバスの車両
三鷹市のマスコットキャラクター「Poki」がラッピングされている。

鉄道路線や三鷹市内の駅が市の周縁部に位置するため、市域内の交通機関として路線バスが重要な役割を果たしている。小田急バス・京王バス・関東バスが乗り入れている。小田急電鉄の沿線ではないが、歴史的な経緯から市内のバス路線のほとんどは小田急バスのものである。
コミュニティバスは「みたかシティバス」、武蔵野市が運営する「ムーバス」（市の一部分を走行、境・三鷹循環の7号路線は三鷹市も運営に関与）が運行している。
1953年3月の小田急バス三鷹営業所閉鎖以降、市内に営業所を持つ事業者はないが、下記の営業所が市内に路線網を持っている。
- 小田急バス吉祥寺営業所
- 小田急バス武蔵境営業所
- 小田急バス狛江営業所
- 京王バス調布営業所
- 京王バス府中営業所
- 関東バス武蔵野営業所（市境である三鷹駅北口に乗り入れ）
- 関東バス五日市街道営業所（杉並区から世田谷区を経て北野へ乗り入れ）

### デマンド交通
SWAT Mobility Japan株式会社および市内に営業所を置くタクシー事業者、市の協業により、「三鷹市AIデマンド交通」としてワンボックス車両を使用したデマンド交通が運行されている。路線バスの乗り入れが困難な隘路が広範囲にわたる地域の移動手段を確保するために、2022年（令和4年）から実証運行が開始され、2025年（令和7年）から本格運行に移行した。
専用のスマートフォンアプリまたは予約センターへの電話で乗車予約を受け付ける。乗降スポットは住宅地内随所の他、商業施設内や一般路線バスの停留所付近にも設置されている。運賃は、現金のほか交通系ICカードとみたか地域ポイントでも支払可能。
井の頭地区（いのバス）
- 乗降可能地域: 井の頭（全域）
- 乗降ポイント数: 55箇所（エリア外乗降制度なし）
- 運賃: 100円
- 車両: 日産・セレナ（和親交通）

西部地区（めぐり号・ほたる号）
- 乗降可能地域: 井口、深大寺、大沢（全域）、野崎（二～四丁目）、三鷹市役所、杏林大学病院、元気創造プラザ
- 乗降ポイント数: 90箇所
  - 三鷹市役所、杏林大学病院、元気創造プラザは「エリア外指定乗降地」となり、3者間のみの利用はできない。
- 運賃: エリア内は100円、エリア外で乗降する場合は300円（高齢・障害割引適用時は200円）
- 車両: トヨタ・エスクァイア（めぐり号／境交通）、日産・セレナ（ほたる号／寿交通）

### 道路
- 東西方向
  - 連雀通り - 都道134号。牟礼から井口の北端までを横断する。
  - 人見街道 - 都道110号。沿道には市役所など各種施設がある。
  - 東八道路 - 都道14号。人見街道の南側を平行に走る。
  - 甲州街道 - 国道20号。市の南端（中原）で数百メートルほど接する。
  - 山中通り - 市道138号線。吉祥寺通りと天文台通りを東西に結ぶ準幹線。
  - 新道北通り - 市道139号線。三鷹通りと武蔵境通りを東西に結ぶ準幹線。
  - 三鷹台通り - 市道135号線。三鷹台駅前から人見街道まで、井の頭地区を横断する。
  - 仲町通り - 市道143号線。赤鳥居通りから吉祥寺通りまで、連雀通りの北側を平行に走る。
  - 明星通り - 市道143号線。吉祥寺通りから井の頭公園通りまで、仲町通りの延長線上を走る。
  - 学園通り - 天文台通りから市の西端、国際基督教大学高等学校まで続く通り。沿道にルーテル学院大学、東京神学大学、中近東文化センターがある。
- 南北方向
  - 吉祥寺通り - 都道114号、都道117号。南側は甲州街道給田交差点に接続し、北野、新川、下連雀を経て、吉祥寺駅に至る。
  - 三鷹通り - 都道121号。市役所交差点南からけやき橋交差点に至る。
  - 武蔵境通り - 都道12号。上連雀の西側を通る。
  - 天文台通り - 都道123号。国立天文台の東側を通る。近年拡幅・付替工事が行われ、路線形状が改善された。
  - むらさき橋通り - 市道6号線、129号線および582号線。武蔵野市成蹊通りと東八道路とを南北に結ぶ準幹線。玉川上水に架かるむらさき橋に由来する。
  - かえで通り - 市道392号線。JR中央線武蔵境駅南口南方と東八道路とを南北に結ぶ準幹線。
  - 中央通り - 市道130号線。JR中央線三鷹駅南口と連雀通りとを南北に結ぶ。三鷹市内で最大の商業地域を形成・縦断する。
  - 天神山通り - 市道134号線。新川と北野の境目を走る。
  - 北野中央通り - 市道142号線。北野地区東部の東八道路以南を縦断する。
  - 島屋敷通り - 市道200号線。UR新川島谷敷団地の中央を縦断する。
  - 中仙川通り - 市道146号線。中原地区中央部を縦断する。
  - 井の頭公園通り - 市道142号線。井の頭公園西園から人見街道まで、井の頭地区を縦断する。
  - 三鷹台駅前通り - 市道135号線。三鷹台駅から牟礼まで、井の頭地区を縦断する。道幅が狭く見通しが悪い。三鷹市は歩道設置を進めている。
- その他方向
  - さくら通り - 市道129号線。三鷹通りとむらさき橋通りを北西から南東に結ぶ準幹線。
- 高速道路
  - 中央自動車道 - 市の南部を通る。三鷹料金所と、高速バスの停留所三鷹バスストップがある。
  - 東京外郭環状道路（建設中）- 本市域では、三鷹台駅付近からつつじヶ丘駅付近を通過する。中央自動車道との交差個所に中央ジャンクションを、東八道路の三鷹市新川付近に東八道路インターチェンジを複合的に設置する接続計画がある[19]。
- 一般国道は通っていない。東八道路が完成後、国道20号に指定される予定。

## 観光

### 観光スポット
- 井の頭恩賜公園
- 三鷹市山本有三記念館
- 三鷹の森ジブリ美術館
- 三鷹の水車「しんぐるま」
- 国立天文台三鷹キャンパス
- 湯浅八郎記念館（国際基督教大学内/民芸品博物館）
- 風の散歩道 - 三鷹駅南口から万助橋を結ぶ玉川上水沿いの道路。
- 太宰治文学サロン
- 玉川上水緑道

### まちおこし・地域おこし

#### 三鷹市キャラクター「Poki」
三鷹の森ジブリ美術館開館時に宮崎駿によりデザインされた三鷹市のマスコットキャラクター。名称「Poki（ポキ）」は一般公募により決定された。三鷹市の第三セクター「株式会社まちづくり三鷹」がスタジオジブリから使用許諾権および再許諾権を取得しており、市のポスターやPR活動、特産品等の包装などに使用されている。市の特産品を集めた「ポキショップ風の駅」が同美術館へ至る途上にある。みたかシティバスにも「Poki」のラッピングが施されている。

#### 文学のまち
概要でも述べたとおり多くの文豪が住んだことから、文学のまちとして地域おこしを行っている。「太宰が生きたまち・三鷹」として、三鷹市地域ブランド創出事業により三鷹の新しい三鷹のお土産「TAKA-1（みたかセレクトONE）」商品を開発、「太宰クッキー」「太宰ケーキ」などが市内で製造・販売されている。

#### 地域商品券
- 2015年、東京都の「新・元気を出せ！商店街事業」補助金[22]を活用し、プレミアム商品券「三鷹むらさき商品券」を販売した[23]。

- 2019年には、消費税増税に伴い「三鷹市プレミアム付商品券」を販売した[24]。

#### 過去の取り組み
- 三鷹市水道部では、1990年-2000年にアニメ『新世紀エヴァンゲリオン』や、他の作品に登場するキャラクターを使用した広報ポスターを複数種作成した。また、建築指導課では2009年に漫画・アニメ作品『とらドラ!』のキャラクターを使用し、建築物の完了検査を受けるよう呼びかけた[25]。2011年には、ブシロードが展開するメディアミックス企画『Project MILKY HOLMES』のキャラクター「ミルキィホームズ」が、三鷹市とみたか都市観光協会のキャラクターとして採用された[26]。「ミルキィホームズ」のメンバーが三鷹市の名所旧跡を訪れる様子を描いたポスターを作成し、これをイベントにて配布する活動が実施された[26]。

- 2003年9月、内閣官房及び経済産業省が選定する「地域産業おこしに燃える人」33人に、三鷹市から堀池喜一郎（NPO法人 シニアSOHO普及サロン・三鷹代表理事）らが選ばれた[27]。

### 名所・旧跡
- 鷹場標石 - 一説には、三鷹の地名の由来になったともいわれる尾張徳川家の鷹場区域を示す石杭。市役所敷地内（野崎）のほか4基が市内に現存する。
- 黄檗宗霊泉山禅林寺（下連雀）- 太宰治、森鷗外の墓がある。
- 天台宗大盛寺（井の頭）- 別院（牟礼）に三木露風の墓がある。
- 井の頭弁財天尊堂（井の頭）- 初代・歌川広重の「名所江戸百景」にも描かれている弁財天。井の頭池西端の島にある。
- 新義真言宗神龍山開宮寺井口院（上連雀）- 三鷹不動尊とも呼ばれる。多摩地域の真言宗88寺院で構成される「多摩新四国八十八ヶ所霊場」の第3番札所。
- 曹洞宗大原山春清寺（新川）- 織田信長の家臣だった柴田勝家の孫・柴田勝重の墓がある。
- 新義真言宗応神山長久寺（大沢）- 市内に残っている鷹場標石のうちの1本が境内に保存されている。
- 曹洞宗大沢山龍源寺（大沢）- 近藤勇の墓がある。
- 八幡大神社（下連雀）- 境内に市の天然記念物に指定されているスダジイの御神木がある。
- 牟礼神明社（牟礼）- 井の頭弁財天への道標でもあった石灯籠「巳待講燈籠（みまちこうとうろう）」が保存されている。
- 大鷲神社（井口）- 武者小路実篤の揮毫による社名碑がある。
- 勝渕神社（新川）- 徳川家康に仙川郷（上仙川・中仙川）を与えられた柴田勝重が、祖父である柴田勝家の黄金の兜を埋めて祀ったといわれる。
- 石造庚申供養塔（中原）- 1666年（寛文6年）に建立された市内で最古の庚申塔。
- 天文台構内古墳 - 国立天文台三鷹キャンパス構内にある上円下方墳。
- 国際基督教大学泰山荘 - 国の登録有形文化財。
- 出山横穴墓群8号墓 - 東京都の史跡である横穴墓

### 祭・イベント
- 三鷹市民駅伝大会 - 2月
- 三鷹の森アニメフェスタ - 3月
- みたか商工まつり - 7月
- 三鷹阿波踊り - 8月
- 八幡大神社例大祭 - 9月
- ガーデニングフェスタ - 10月
- みたかスポーツフェスティバル - 10月
- 三鷹国際交流フェスティバル MISHOP - 10月
- 三鷹の森フェスティバル - 10月
- 丸池わくわくまつり - 10月
- 牟礼の里公園秋まつり - 10月
- 大沢の里秋まつり - 11月
- 三鷹市市民文化祭 - 11月
- 三鷹市農業祭 - 11月
- Mマルシェ

### 名物・特産品
- キウイフルーツ
- キウイワイン
- キウイようかん
- ウド

## 出身者

### 政治家
- 青空好児 - 世田谷区議会議員
- 吉村麻央 - 内閣総理大臣秘書官

### 実業家
- 飯島藤十郎 - 山崎製パン創業者
- 田中良和 - GREE開発者
- 田中謙介 - ゲームクリエイター、株式会社C2プレパラート創業者

### 文化
- 東浩紀 - 哲学者、文芸評論家
- 岡田惠和 - 脚本家
- 悟東あすか - 漫画家
- 天野慶 - 歌人
- スージー甘金 - イラストレーター
- 津島佑子 - 小説家。太宰治の次女
- 篠塚和正 - 薬理学者
- 飯田朝子 - 言語学者、埼玉県新座市育ち
- 小林宏明 - 翻訳家、エッセイスト
- 久住昌之 - 漫画家、漫画原作者
- 西島大介 - 漫画家、イラストレーター、音楽家
- 沼尻竜典 - 指揮者、作曲家、ピアニスト
- 細井雄二 - 漫画家
- 宮下あきら - 漫画家

### 芸能
- アンプボディ、ユーチューバー
- YUCCI、ミュージシャン（Agitato）
- 大野智 - 歌手・俳優・タレント・アイドル
- 布施明 - 歌手
- 古今亭菊寿 - 落語家
- 二代 林家木久蔵 - 落語家
- こおろぎさとみ - 声優、ナレーター
- ともさかりえ - 俳優、出生地は長野県長野市
- 天宮良 - 俳優
- 木村了 - 俳優
- 草村礼子 - 俳優・ナレーター
- ウエンツ瑛士 - 歌手・タレント (WaT)
- 知華 - モデル
- KUROKO - タレント
- 青樹泉 - 元宝塚歌劇団月組男役
- 田辺修斗 - 俳優
- 本田翼 - モデル・俳優
- 菊谷知樹 - ミュージシャン
- 新山恵 - 1984年（昭和59年）ミス・ユニバース日本代表
- 竹内こまえ -フリーアナウンサー・元山陰中央テレビジョン放送アナウンサー
- 二瓶有加 - 俳優・タレント・歌手

### スポーツ
- 鈴木千裕 - 総合格闘家(第5代RIZINフェザー級チャンピオン)• キックボクサー
- 三鷹山昌吾 - 元大相撲力士
- 蝶野正洋 - プロレスラー
- 栗原あゆみ - 女子プロレスラー
- 西尾美香 - 女子プロレスラー
- 小関桃 - 女子プロボクシング世界チャンピオン
- 磯谷大心 - プロボクシング日本ユースチャンピオン
- 矢野謙次 - 元プロ野球・北海道日本ハムファイターズ選手
- 高江洲拓哉 - 元プロ野球・中日ドラゴンズ選手（都立高出身投手初のプロ野球選手）
- 郡拓也 - プロ野球・読売ジャイアンツ選手
- 多治見麻子 - バレーボール選手
- 狩野舞子 - バレーボール選手
- 狩野美雪 - バレーボール選手、狩野舞子の姉
- 滝沢ななえ - バレーボール選手
- 楠美圭史 - 関東サッカーリーグ・SHIBUYA CITY FC選手
- 中澤聡太 - 元Jリーグ・セレッソ大阪選手
- 佐々木渉 - 元Jリーグ・カマタマーレ讃岐選手
- 田中真一 - ラグビーユニオン選手
- 比留木謙司 - プロバスケットボール選手（NBL・熊本ヴォルターズ所属）
- 田中真美子 - バスケットボール選手、田中真一の妹
- 野上信幸 - アマチュアフットサル・PERENNE代表兼選手

### その他
- 久米裕 - 北朝鮮による拉致被害者

### 名誉市民
- 武者小路実篤
- 山本有三
- 鈴木平三郎
- 福王寺法林
- 古在由秀
- 宮崎駿
- 津村節子
- 安田養次郎
- 沼尻竜典

## 三鷹市を舞台とする作品

### 楽曲
- 森田童子「まぶしい夏」 - デビューシングル『さよなら ぼくの ともだち』B面。ファーストアルバム『GOOD BYEグッドバイ』収録。玉川上水沿いのアパートに住んでいた、太宰治ファンの友人の死を歌う。

### 漫画
- おしゃれ手帖 - 第207話〜第208話にて炊き出しの会場となる（テントに「三鷹市」の名称が確認できる）。